# Seekampf im Schwarzen Meer (2008)

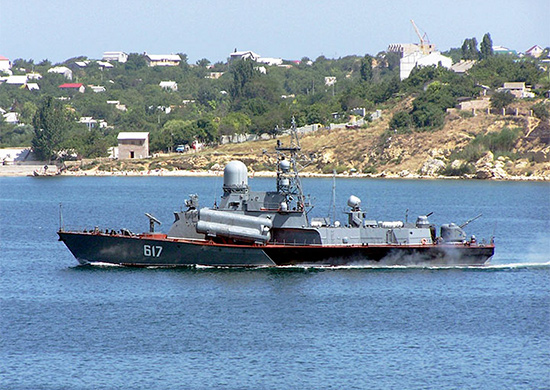
Russisches Raketenschiff Mirasch

Der russisch-georgische Seekampf im Schwarzen Meer zwischen der Schwarzmeerflotte der Russischen Marine und der Georgischen Marine fand am 10. August 2008 in der Nähe der abchasischen Küste während des Krieges in Südossetien statt.
Die Angaben zum Gefechtsverlauf und zum Ergebnis unterscheiden sich sehr. In Russland gab es sowohl offizielle Verlautbarungen als auch Medienberichte. Georgien äußerte sich nicht offiziell. Beobachter widersprechen den russischen Angaben in einigen Details.

## Verlauf

### Russische Darstellung
Am 10. August 2008 befand sich die Gruppe der Schwarzmeerflotte der Russischen Föderation, die aus zwei großen Landungsschiffen, der Zesar Kunikow (Projekt 775) als Flaggschiff und der Saratwo (Projekt 1171), und zwei Schutzschiffen, der Flugkörperkorvette Mirasch (Projekt 1234.1, russ. „Kleines Raketenschiff“) sowie  der U-Jagd-Korvette Susdalez (Projekt 1124M), bestand, vor der abchasischen Küste in der von Russland für die Dauer des Konflikts zur „Sicherheitszone“ erklärten Zone.
Im Bereich der Patrouille der russischen Schiffe wurden fünf mit hoher Geschwindigkeit fahrende Boote registriert, darunter drei Patrouillenboote sowie die Flugkörperschnellboote Dioskuriya (La-Combattante-II-Klasse) und Tbilissi (Projekt 206MR, Bordnummer 302), die die Sicherheitszone verletzt und nicht auf Warnungen reagiert hatten. Die georgischen Schiffe gingen auf Annäherungskurs zu den russischen Schiffen. Um 18:39 Uhr gab Susdalez einen Warnschuss mit einer Flugabwehrrakete vom Typ 9K33 Osa ab. Die Rakete landete zwischen den georgischen Schiffen. Die Georgier setzten ihre Fahrt fort und erhöhten dabei die Geschwindigkeit.
Dann feuerte um 18:41 Uhr Mirasch aus einer Entfernung von 25 km auf das Raketenboot Dioskuriya zwei Marschflugkörper P-120 Malachit ab. Beide Raketen (je mit 840-kg-Sprengkopf) trafen, das getroffene Boot sank unmittelbar und verschwand vom Radarschirm. Die restlichen vier georgischen Schiffe drehten ab, aber um 18:50 Uhr ging die Tbilissi wieder auf Annäherungskurs. Danach startete die Mirasch aus einer Entfernung von 15 km eine Rakete vom Typ Osa. Durch den Treffer verlor die Tbilissi an Geschwindigkeit und kam aus der Schusslinie.
Aus dem Bericht des Kommandanten der Mirasch: „Von fünf Zielen ist eines zerstört, eines beschädigt, drei haben nicht am Kampf teilgenommen. Verbrauch von Raketen: Schiff-Schiff zwei, Flugabwehr eine, keine eigenen Verluste. Es gibt keine Schäden am Schiff.“

### Andere Perspektiven
Die georgische Seite gab keine Details zu diesem Seegefecht bekannt.
Die Zerstörung der Dioskuriya in diesem Gefecht wurde durch dritte Beobachter ausgeschlossen, ebenso, dass es sich bei dem versenkten Schiff um die Tbilissi gehandelt haben könnte, wie einige russische Medien zunächst verlautbart hatten. Am 12. oder 13. August 2008, also nach der vermeintlichen Versenkung, besetzten russische Einheiten des 45. Unabhängigen Luftlandeaufklärungsregiments den georgischen Hafen Poti und versenkten dort die  Dioskuriya und die Tbilissi mit Sprengladungen. Fotografische Aufnahmen der Schiffe belegen, dass sie nicht am 10. August auf hoher See versenkt worden sind.
Beobachter, darunter Oryxspioenkop, gehen davon aus, dass das von russischer Seite als versenkt gemeldete Schiff das Küstenwachboot Giorgi Toreli (Projekt 205P) gewesen sein könnte.
Es gibt Berichte, dass der russische Lenkwaffenkreuzer Moskwa (Projekt 1164) in diesem Gefecht beschädigt wurde.